# М'єркуря-Ніражулуй
М'єркуря-Ніражулуй (рум. Miercurea Nirajului) — місто у повіті Муреш в Румунії. Адміністративно місту підпорядковані такі села (дані про населення за 2002 рік):
- Беу (93 особи)
- Веца (65 осіб)
- Думітрешть (338 осіб)
- Леурень (296 осіб)
- Мошунь (294 особи)
- Тимпа (485 осіб)
- Шарду-Ніражулуй (447 осіб)

Місто розташоване на відстані 254 км на північний захід від Бухареста, 18 км на схід від Тиргу-Муреша, 95 км на схід від Клуж-Напоки, 116 км на північний захід від Брашова.

## Населення
За даними перепису населення 2002 року у місті проживали 5824 особи.
Національний склад населення міста:
| Національність | Кількість осіб | Відсоток |
| -------------- | -------------- | -------- |
| угорці         | 4890           | 84,0%    |
| румуни         | 620            | 10,6%    |
| цигани         | 312            | 5,4%     |
| німці          | 1              | < 0,1%   |
| чанго          | 1              | < 0,1%   |

Рідною мовою назвали:
| Мова      | Кількість осіб | Відсоток |
| --------- | -------------- | -------- |
| угорська  | 4935           | 84,7%    |
| румунська | 623            | 10,7%    |
| циганська | 265            | 4,6%     |
| німецька  | 1              | < 0,1%   |

Склад населення міста за віросповіданням:
| Релігія            | Кількість осіб | Відсоток |
| ------------------ | -------------- | -------- |
| реформати          | 3051           | 52,4%    |
| римо-католики      | 941            | 16,2%    |
| православні        | 797            | 13,7%    |
| унітарії           | 320            | 5,5%     |
| адвентисти         | 255            | 4,4%     |
| не релігійні       | 123            | 2,1%     |
| греко-католики     | 31             | 0,5%     |
| п'ятдесятники      | 5              | 0,1%     |
| баптисти           | 3              | 0,1%     |
| бретрени           | 2              | < 0,1%   |
| лютерани           | 2              | < 0,1%   |
| атеїсти            | 1              | < 0,1%   |
| не вказали релігію | 19             | 0,3%     |

## Зовнішні посилання
- Дані про місто М'єркуря-Ніражулуй на сайті Ghidul Primăriilor [Архівовано 30 березня 2013 у Wayback Machine.]